# USS William D. Porter (DD-579)
USS William D. Porter (DD-579) – amerykański niszczyciel typu Fletcher zwodowany 27 września 1942 roku w stoczni Consolidated Steel w Orange. Jednostka weszła do służby 6 lipca 1943 roku, pełniąc ją pierwotnie na Atlantyku, po czym w grudniu 1943 roku okręt został przeniesiony do działań na obszarze Pacyfiku.
14 listopada 1943 roku podczas konwojowania pancernika USS „Iowa” (BB-61) – skutkiem braku ostrożności oficera torpedowego – niszczyciel wystrzelił torpedę w kierunku okrętu liniowego, na którego pokładzie znajdował się w tym czasie prezydent Franklin Delano Roosevelt, sekretarz stanu Cordell Hull, dowódca amerykańskiej marynarki wojennej admirał Ernest King i inni najwyżsi przedstawiciele sił zbrojnych, zmierzający na konferencje w Kairze i Teheranie. Dzięki sygnalizacji alarmowej znajdująca się w chwili strzału w odległości ok. 5500 metrów od niszczyciela „Iowa” zdołała wykonać zwrot na sterburtę, co pozwoliło jej na uniknięcie trafienia torpedą Mark 15.
10 czerwca 1945 roku okręt został zatopiony w samobójczym ataku kamikaze w czasie bitwy o Okinawę. Całą załoga przeżyła i została podjęta z wody przez jednostki USS LCS 86 i USS LCS 122. Rannych zostało 61 marynarzy.

## Incydent „Iowy”
14 listopada 1943 roku zmierzający do Kairu pancernik „Iowa” z prezydentem Rooseveltem, sekretarzem stanu Cordellem Hullem, dowódcą amerykańskiej marynarki wojennej admirałem Ernestem Kingiem i innymi najwyższymi przedstawicielami marynarki i sił zbrojnych, wraz z towarzyszącymi mu niszczycielami eksporty znajdował się na wschód od wysp Bermudzkich. W Kairze prezydent Stanów Zjednoczonych miał spotkać się z premierem Winstonem Churchillem, po czym udać się do Teheranu na spotkanie z dyktatorem Związku Radzieckiego Józefem Stalinem. Rano tego dnia, postanowiono przeprowadzić pokaz zdolności pancernika do samoobrony przed atakiem lotniczym. W tym celu z zespołu okrętów wypuszczono wiele balonów meteorologicznych, które służyć miały jako cele dla artylerii przeciwlotniczej, po czym do tak zaaranżowanych celów ogień otworzyło ponad 100 dział przeciwlotniczych. Jednym z okrętów biorących udział w pokazie był „William D. Porter”. Oficer broni torpedowej niszczyciela Lawton Dawslon uznał jednak, że pokaz jest dobrą okazją do ćwiczeń torpedowych. Obrócił wobec tego pięciorurową wyrzutnię torpedową torped kalibru 533 mm w prawo, ustawiając urządzenie celownicze w burtę USS „Iowa”, po czym przeprowadził rutynowe procedury dokonując ćwiczebnych strzałów z kolejnych rur wyrzutni. Gdy wcisnął spust nr 3, z wyrzutni wystrzelona została jednak rzeczywista uzbrojona torpeda, gdyż jak się okazało – wyciągając przed ćwiczeniami ładunki wybuchowe z wyrzutni przez nieuwagę pominął ładunek numer 3.

Prawdopodobny wygląd „Iowy” w celowniku torpedowym wyrzutni USS „William D. Porter”. Zdjęcie wykonano na Pacyfiku nieco ponad rok po „ataku”.

Gdy torpeda Mk XV zmierzała z prędkością 45 węzłów w kierunku okrętu prezydenta, na pokładzie niszczyciela doszło do wybuchu paniki – oficer sygnałowy, który miał lampą aldisa przekazać na pancernik ostrzeżenie o zbliżającym się pocisku, przekazał informację, że torpeda płynie w odwrotnym kierunku, chcąc następnie skorygować własny błąd, użył sekwencji kodów informującej, że to sam „William D. Porter” wchodzi na maksymalną prędkość i dokonuje zwrotu, ostatecznie dowódca okrętu nakazał złamanie ciszy radiowej i radiotelegrafista wysłał wiadomość „Lion [nazwa kodowa Iowy], come right, Lion, come right” (Lew, zwrot w prawo, Lew, zwrot w prawo). Radiotelegrafista okrętu prezydenckiego zaskoczony naruszeniem ciszy radiowej, zażądał identyfikacji nadawcy. Ostatecznie wiadomość trafiła do dowództwa okrętu i pancernik zwiększył prędkość wykonując zwrot na sterburtę, w celu ustawienia się równolegle do toru biegu szybko zbliżającej się torpedy. Gwałtownie zwiększające się wzburzenie wody wywołane przez raptownie przyspieszające śruby okrętu liniowego wywołały eksplozję zawierającej 374 kilogramy torpexu głowicy torpedy Mark XV, która, wybuchając za rufą pancernika, nie wyrządziła mu szkody.